# Ricardo González (baloncestista)
Ricardo Primitivo González (Buenos Aires, 12 de mayo de 1925) es un jugador de baloncesto argentino. Es conocido por ser uno de los jugadores más importantes de la selección de Argentina que ganó el primer mundial de baloncesto, el disputado en su país en 1950.

## Carrera
Fue capitán de diferentes selecciones argentinas, camiseta que vistió en cincuenta oportunidades entre 1947 y 1955. 
- En 1947 obtiene el campeonato nacional jugando en el equipo de Capital Federal. Participa de los Juegos Panamericanos.
- En 1948 juega para Defensores de Santos Lugares. En ese año participa en las Olimpíadas jugadas en Londres, y con 23 años es el jugador más importante de Argentina, junto con Óscar Furlong, en el partido que Argentina perdió con Estados Unidos por un ajustado 59 a 57.
- En 1949 pasa al Club Atlético Palermo, al cual representará hasta su prematuro retiro en 1956. Ese mismo año fue campeón en la liga de Buenos Aires y Participa de los Juegos Panamericanos.
- En 1950 fue capitán de la selección argentina de básquetbol que obtuvo el primer campeonato mundial de básquetbol, jugado en el Luna Park de Buenos Aires, siendo el segundo anotador con 10.7 puntos por partido.
- En 1951 fue medalla de plata en los Juegos Panamericanos llevados a cabo en Buenos Aires.
- En 1952 obtuvo el cuarto puesto en los Juegos Olímpicos de Helsinki.
- En 1955 fue nuevamente medalla de plata en los Juegos Panamericanos de México.
- En 1956 la dictadura militar autodenominada Revolución Libertadora que en 1955 había derrocado al gobierno constitucional de Juan Domingo Perón,  determinó suspender de por vida al equipo y la prohibición de mencionar su gesta en los medios de comunicación. Gonzalez rehabilitado junto con los restantes integrantes de la Selección Argentina once años más tarde. Esta situación fue reflejada en el documental Tiempo muerto, que fue premiada con una mención de la Feisal en la ceremonia de clausura del 25.º Festival de Mar del Plata.[1]
- En 1980 recibió el Premio Konex - Diploma al Mérito como uno de los 5 mejores baloncestistas de la historia en Argentina.
- El 22 de septiembre de 2009 ingresó en el Salón de la fama de la FIBA.
- Es hasta el día de hoy presidente honorario del Club Atlético Palermo.